# Micrathena atuncela
Micrathena atuncela là một loài nhện trong họ Araneidae.
Loài này thuộc chi Micrathena. Micrathena atuncela được Herbert Walter Levi miêu tả năm 1985.